# 伊帕梅里
伊帕梅里是巴西戈亚斯州的一个市镇。总面积4368.688平方公里，总人口23984人，人口密度5.5人/平方公里。